# Ягош Вукович
Ягош Вукович (серб. Јагош Вуковић/Jagoš Vuković; нар. 10 червня 1988, Тітов-Врбас) — сербський футболіст, захисник грецького клубу «Олімпіакос» і національної збірної Сербії.

## Клубна кар'єра
Народився 10 червня 1988 року. Вихованець футбольної школи клубу «Црвена Звезда». Дорослу футбольну кар'єру розпочав 2005 року в основній команді того ж клубу, в якій провів один сезон, взявши участь лише у 1 матчі чемпіонату.
Згодом з 2006 по 2010 рік грав у складі команд клубів «Рад» та ПСВ.
Своєю грою за останню команду знову привернув увагу представників тренерського штабу клубу ПСВ, до складу якого повернувся 2010 року. Цього разу відіграв за команду з Ейндговена наступні три сезони своєї ігрової кар'єри.
Протягом 2011—2014 років захищав кольори клубів «Рода» та «Воєводина».
До складу клубу «Коньяспор» приєднався 2014 року. Протягом трьох з половиною років відіграв за команду з Коньї 84 матчів у національному чемпіонаті.
Влітку 2017 року уклав контракт з грецьким «Олімпіакосом». Відразу не пробився до «основи» нової команди і, провівши за півроку лише одну гру у грецькому чемпіонаті, у січні 2018 року був відданий в оренду до італійської «Верони». В Італії досить непогано себе проявив і, повернувшись в літку 2018 до «Олімпіакоса», почав отримувати регулярну ігрову практику у грецькому клубі.

## Виступи за збірні
З 2008 року залучався до складу молодіжної збірної Сербії. На молодіжному рівні зіграв у 8 офіційних матчах, забив 1 гол.
У 2009 році дебютував в офіційних матчах у складі національної збірної Сербії.

## Титули і досягнення
- Чемпіон Сербії і Чорногорії (1):

«Црвена Звезда»: 2005-06
- Володар Кубка Туреччини (1):

«Коньяспор»: 2016-17